# Typopeltis dalyi
Typopeltis dalyi är en spindeldjursart som beskrevs av Pocock 1900. Typopeltis dalyi ingår i släktet Typopeltis och familjen Thelyphonidae. Inga underarter finns listade i Catalogue of Life.